# Епархия Эстели

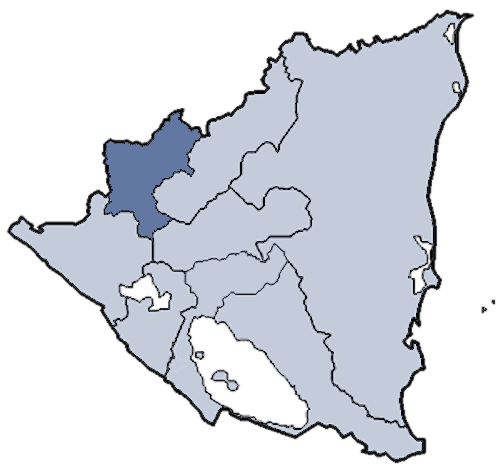
Карта епархии Эстели

Епархия Эстели (лат. Dioecesis Esteliensis) — епархия Римско-Католической церкви с центром в городе Эстели, Никарагуа. Епархия Эстели распространяет свою юрисдикцию на департаменты Эстели, Мадрис и Нуэва-Сеговия. Епархия Эстели входит в митрополию Манагуа. Кафедральным собором епархии Эстели является церковь Пресвятой Девы Марии.

## История
17 декабря 1962 года Римский папа Иоанн Павел II издал буллу Supremi muneris, которой учредил епархию Эстели, выделив её из епархии Леона.

## Ординарии епархии
- епископ Clemente Carranza y López (12.01.1963 — 7.02.1978);
- епископ Rubén López Ardón (2.01.1979 — 6.03.1990);
- епископ Juan Abelardo Mata Guevara (6.03.1990 — по настоящее время).

## Источник
- Annuario Pontificio, Ватикан, 2007
- Булла Supremi muneris, AAS 55 (1963), стр. 941  (лат.)